# Светлая (приток Чугунки)
Светлая — река в Томской области России, правый приток Чугунки. Устье реки находится в 3 км от устья Чугунки по правому берегу. Протяжённость реки 12 км. Высота истока 152 м, высота устья 109 м.

## Данные водного реестра
По данным государственного водного реестра России относится к Верхнеобскому бассейновому округу, водохозяйственный участок реки — Чулым от водомерного поста села Зырянское до устья, речной подбассейн реки — Чулым. Речной бассейн реки — (Верхняя) Обь до впадения Иртыша.
Код водного объекта — 13010400312115200021773.